# Вандегрифт, Александер
Александер Арчер («Арчи») Вандегрифт (13 марта 1887 — 8 мая 1973) — генерал корпуса морской пехоты США. Командовал 1-й дивизией морской пехоты в ходе её победного наступления в битве за Гуадаканал. За свои действия в ходе кампании на Соломоновых островах он удостоился медали Почёта. В дальнейшем служил на посту 18-го коменданта корпуса морской пехоты и стал первым морским пехотинцем, в звании четырёхзвёздного генерала, находившимся на активной службе.

## Биография
Александер Арчер Вандегрифт родился 13 марта 1887 года в небольшом городе Шарлотсвилл, штат Виргиния, где его отец, американец голландского происхождения работал архитектором и подрядчиком. В отрочестве Вандегрифт был известен по прозвищу Арчи. Он питал интерес к военному делу благодаря чтению военно-исторических романов и историям услышанным от предков, сражавшимся в различных войнах.
Три года Вандегрифт учился в Виргинском университете, затем после недельного конкурсного экзамена в 1908 году получил назначение в корпус морской пехоты. 22 января 1909 года он получил звание второго лейтенанта.
Пребывая в рядах школы корпуса в 1909 году он написал статью пророческого характера «Aviation, the Cavalry of the Future» (пер.: «Авиация — кавалерия будущего»). Будучи комендантом корпуса, он учредил бюро Хогабума, названное в честь председателя генерал-майора Хогабума, начавшего разработку концепции вертикального охвата, использования вертолётов для воздушной атаки. А в свои ранние годы в Корпусе, будучи вторым лейтенантом, он был на грани увольнения из рядов морской пехоты ввиду дисциплинарных проступков и негативных оценок. На первой оценке корпуса морской пехоты от 30 июля 1909 года Вандегрифт получил рейтинг «Не хорошо», командир школы офицеров морской пехоты добавил к оценке такую заметку.

Этот офицер не показал, что понимает ответственность на своём посту офицера, и пока нет решительного улучшения, его отношения не будут на пользу службе.
Оригинальный текст (англ.)
"This officer has not shown that he appreciates the responsibilities of his position as an officer, and unless there is a decisive improvement, his relations will not be to the advantage of the service."

На следующей оценке в декабре 1909 года Вандегрифт получил рейтинг «Хорошо и удовлетворительно», на следующей «прекрасно» (в казармах морской пехоты, военно-морской базы в г. Портсмут, штат Нью-Гэмпшир).
После выпуска из школы офицеров в Порт-Ройял, штат Южная Каролина Вандегрифт получил своё первое назначение в казармы морской пехоты, военно-морской базы в г. Плимут, штат Нью-Гемпшир. В 1912 году он отправился на береговую службу за рубежом, сначала на Кубе, потом в Никарагуа. Принимал участие в обстреле, штурме и захвате Койотепе в Никарагуа. В 1914 году участвовал в сражении и захвате Вера-Круса (Мексика).

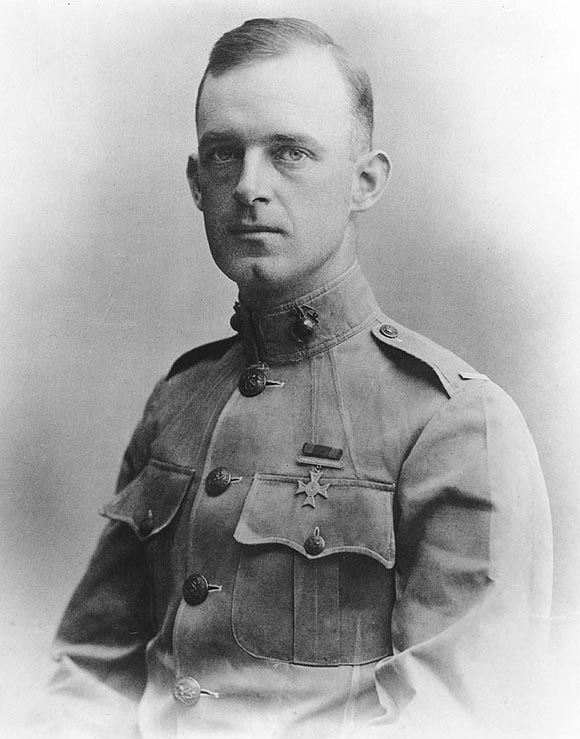
Первый лейтенант Вандегрифт

В декабре 1914 года после присвоения звания первого лейтенанта он посещал продвинутые базовые курсы в казармах морской пехоты, г. Филадельфия. По окончании курсов он отправился с 1-м полком морской пехоты на Гаити и участвовал в боевых действиях против банд Како в Ле Тру и форте Капуа.
В августе 1916 года Вандегрифт получил звание капитана и вступил в ряды гаитянской полиции в Порт-о-Пренсе, где оставался до возвращения в США в декабре 1918. В июле 1919 года он снова прибыл на Гаити и служил в местной жандармерии в роли инспектора полиции. В июне 1920 он получил звание майора. В 1922 году его адъютантом был легендарный морской пехотинец, капрал Чести Пуллер.
В апреле 1923 года Вандегрифт вернулся в США и получил назначение в казармы морской пехоты базы Куантико, штат Виргиния. Окончил курсы полевых офицеров, школы корпуса морской пехоты в мае 1926. Затем был переведён на базу морской пехоты в Сан-Диего, штат Калифорния на пост помощника начальника штаба
В феврале 1927 года он отправился в Китай, где служил на посту офицера по операциям и подготовки 3-го полка морской пехоты в Тяньцзине. В сентябре 1928 года отправился в Вашингтон, где стал помощником штабного координатора в бюджетном управлении.
Во время службы в Вашингтоне он был переведён на базу в Куантико, где стал заместителем начальника штаба G-1 сил морской пехоты флота. На этом посту в июне 1934 года он получил звание подполковника.
В июне 1935 года Вандегрифт был отправлен в Китай и служил старшим офицером и командиром подразделения морской пехоты в американском посольстве в Пекине. В сентябре 1936 года Вандегрифт был произведён в полковники и в июне 1937 отправлен в главный штаб корпуса морской пехоты где получил пост военного-секретаря коменданта корпуса. В марте 1940 года был назначен на пост помощника коменданта корпуса и на следующий месяц произведён в звание бригадного генерала.

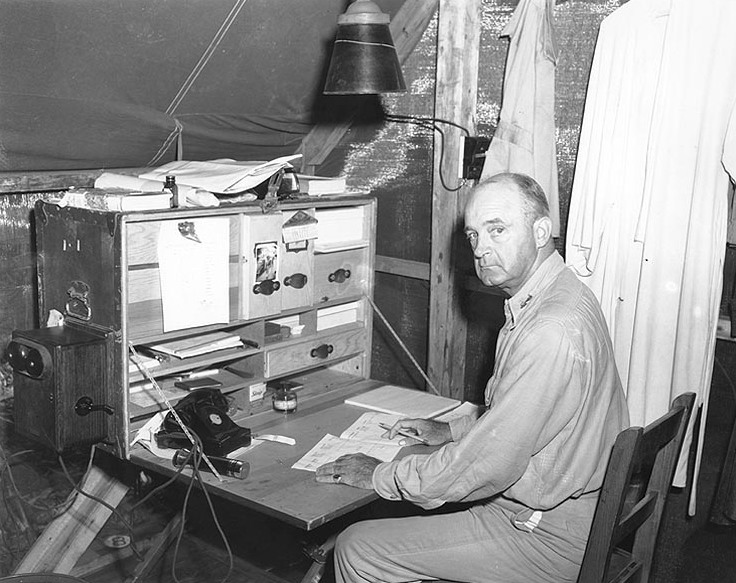
Генерал-майор Вандегрифт, командующий в ходе боёв за Гуадаканал, 1942

В ноябре 1941 года незадолго до вступления США во вторую мировую войну бригадный генерал Вандегрифт был направлен в 1-ю дивизию морской пехоты. В марте 1942 года получил звание генерал-майора и в мае отправился на южно-тихоокеанский театр как командир первой дивизии морской пехоты когда-либо покидавшей берега США. 7 августа 1942 года на Соломоновых островах он повёл 1-ю дивизию морской пехоты в первое полномасштабное наступление против японцев. За выдающуюся службу на посту командира 1-й дивизии в ходе боёв за Гуадаканал, Тулаги и Гавуту (Гуадалканальской кампании) на Соломоновых островах он удостоился военно-морского креста и в ходе последующей оккупации и обороны с 7 августа по 9 декабря 1942 года получил медаль Почёта.
В июле 1943 года он принял командование над 1-м амфибийным корпусом и организовал высадку в бухте в заливе Императрицы Августы, о. Бугенвиль на северных Соломоновых островах 1 ноября 1943 года. После основания плацдарма высадки он сдал командование и вернулся в Вашингтон, будучи назначенным на пост коменданта.

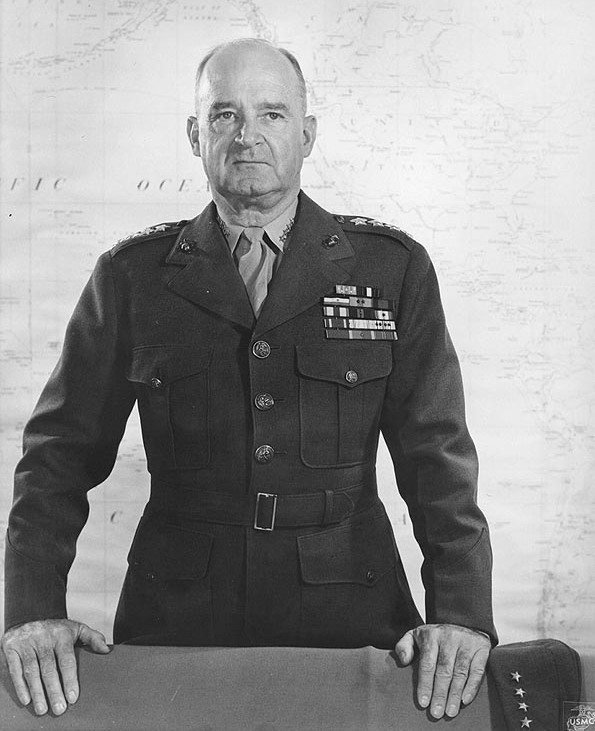
На посту коменданта корпуса

1 января 1944 года генерал-лейтенант Вандегрифт принёс присягу и стал 18-м комендантом корпуса морской пехоты. 4 апреля 1945 он получил звание полного генерала с датой 21 марта 1945 года став первым офицером-морской пехоты на действительной службе в звании четырёхзвёздного генерала.
Во время его пребывания в должности коменданта армейское командование пыталось передать армии функции корпуса. Хотя военно-морское командование сочувственно относилось к затруднительной ситуации, в которой оказался корпус морской пехоты, оно было готово согласиться с его сокращением в обмен на сохранение военно-морской авиации (которую планировалось объединить с ВВС). В ходе послевоенных обсуждений о реорганизации американских оборонных учреждений поднялся вопрос об уменьшении задачи и роли корпуса морской пехоты в новой оборонительной структуре. В числе сторонников этих мер оказались президент Гарри Трумэн и генерал Дуайт Эйзенхауэр. В этой борьбе за власть командование корпуса выступило вместе с Конгрессом, предупреждая против посягательств на общественный надзор, которые несли с собой предложения армейского командования.
Чтобы заручиться поддержкой Конгресса комендант Вандегрифт 6 мая 1946 года выступил со знаменитой «коленопреклонённой речью» перед сенатским комитетом по военно-морским делам. Среди прочего он заявил:

«Корпус морской пехоты…полагает что заслужил такое право — чтобы его будущее было решено законодательным органом, который и создал корпус и ничего большего. Чувства не годятся при решении вопросов национальной безопасности. Мы гордимся собой и нашим прошлым, но мы не полагаемся на  какой-либо повод для благодарности от нации. Стоять на коленях не в традиции нашего корпуса. Если морской пехотинец как боец не заслужил для себя ничего за 170 лет службы, то он должен уйти. Но я думаю, вы согласитесь со мной, что он заслужил право уйти с честью и с достоинством, а не подчиняясь статусу бесполезности и раболепия, уготованному для него военным департаментом».
Оригинальный текст (англ.)
«The Marine Corps…believes that it has earned this right—to have its future decided by the legislative body which created it—nothing more. Sentiment is not a valid consideration in determining questions of national security. We have pride in ourselves and in our past, but we do not rest our case on any presumed ground of gratitude owing us from the Nation. The bended knee is not a tradition of our Corps. If the Marine as a fighting man has not made a case for himself after 170 years of service, he must go. But I think you will agree with me that he has earned the right to depart with dignity and honor, not by subjugation to the status of uselessness and servility planned for him by the War Department.»
— 
За выдающуюся службу на посту коменданта с 1 июня 1944 по 30 июня 1946 года генерал Вандегрифт удостоился медали «За выдающуюся службу». Он ушёл с действительной службы 31 декабря 1947 года, а 1 апреля 1949 года был помещён в списке отставников.
Генерал выступил соавтором книги Once a Marine: The Memoirs of General A. A. Vandegrift Commandant of the U.S. Marines in WW II. о своём участии во второй мировой войны.
Генерал Вандегрифт скончался 8 мая 1973 года после продолжительной болезни в национальном военно-медицинском центре в Бетесде, штат Мэриленд. Тело был погребено 10 мая 1973 на Арлингтонском национальном кладбище.
Вандегрифт был женат на Милдред Строуд (1886—1952), брак был заключён 29 июня 1909 года. У них был один сын Александр Арчер Вандегрифт-младший (1911—1969), полковник корпуса морской пехоты, воевавший во Второй мировой войне и в Корейской войне. После смерти Милдред Вандегрифт женился на Кэтрин Хэнсон (1903—1978).

## В культуре
Роль Вандегрифта в фильме 1960 года The Gallant Hours исполнил актёр Реймонд Бейли, в фильме 2006 «Флаги наших отцов» — Крис Бауэр, в мини-сериале «Тихий океан» 2010 года — Стефан Лидер.

## Память
Генерал Вандегрифт получил почётную степень доктора военных наук от Пенсильванского военного колледжа и почётную степень доктора юриспруденции от Гарвардского, Колгейтского, Брауновского, Колумбийского Мэрилендского университетов и от колледжа Джона Маршалла.
В 1982 года-у в его честь был назван фрегат USS Vandegrift (FFG-48).
Главная улица базы Кэмп-Пендлтон названа Vandegrift Blvd.
Улицы бывшего военного (сейчас гражданского) жилого комплекса на базе ВВС Wright-Patterson близ Дейтона, штат Огайо названы в честь командиров Второй мировой войны — генералов Вандерифта, Эйзенхауэра, адмирала Нимица и прочих.

## Производство в званиях
| Знак отличия                 | Ранг                                 | даты                                           |
| ---------------------------- | ------------------------------------ | ---------------------------------------------- |
| В 1909 не было знака отличия | Второй лейтенант                     | 16 января 1909                                 |
|                              | Первый лейтенант                     | 10 ноября 1914                                 |
|                              | Капитан                              | 29 августа 1916                                |
|                              | Майор (временно за военную службу)   | 1 июля 1918                                    |
|                              | Капитан (возвращение в мирное время) | 31 июля 1919                                   |
|                              | Майор                                | 4 июля 1920 (задним числом от 4 июня 1920)     |
|                              | Подполковник                         | 15 ноября 1934 (задним числом от 29 мая 1934)  |
|                              | Полковник                            | 1 сентября 1936                                |
|                              | Бригадный генерал                    | 11 апреля 1940                                 |
|                              | Генерал-майор                        | 20 марта 1942                                  |
|                              | Генерал-лейтенант                    | 28 июля 1943                                   |
|                              | Генерал                              | 4 апреля 1945 (задним числом от 21 марта 1945) |

## Награды
Вандегрифт удостоился следующих наград: 
| A light blue ribbon with five white five pointed stars | |  | Бронзовая звезда за службу |
| Бронзовая звезда за службу                             | Бронзовая звезда за службу · Бронзовая звезда за службу · Бронзовая звезда за службу                              |  |                            |
| Бронзовая звезда за службу                             | Бронзовая звезда за службу                                                                                        |  |                            |
|                                                        | Бронзовая звезда за службу · Бронзовая звезда за службу · Бронзовая звезда за службу · Бронзовая звезда за службу |  |                            |
| Серебряная звезда повторного награждения               | |  |                            |
|                                                        | |  |                            |

| 1-й ряд | Медаль Почёта (США)                                       | Военно-морской крест                                                                  | Медаль «За выдающуюся службу» (ВМС США)                                     | Президентская благодарность подразделению (ВМС) с одной звездой повторного награждения |
| 2-й ряд | Благодарность части Военно-морского флота с одной звездой | Экспедиционная медаль Корпуса морской пехоты США с тремя звёздами                     | Nicaraguan Campaign Medal                                                   | Mexican Service Medal                                                                  |
| 3-й ряд | Haitian Campaign Medal с одной звездой                    | Медаль Победы в Первой мировой войне с пряжкой за службу в Вест-Индии и одной звездой | Медаль «За службу на Янцзы»                                                 | Медаль «За защиту Америки»                                                             |
| 4-й ряд | Медаль «За Американскую кампанию»                         | Медаль «За Азиатско-тихоокеанскую кампанию» с четырьмя звёздами                       | Медаль Победы во Второй мировой войне                                       | Haitian Distinguished Service Medal                                                    |
| 5-й ряд | Médaille militaire с одной серебряной звездой (Гаити)     | Орден Бани, Почётный кавалер (Великобритания)                                         | Орден Британской империи, Почётный Рыцарь-Командор (Великобритания)         | Cruz de Aviación de Primera Clase, Peru                                                |
| 6-й ряд | Order of Abdon Calderon, 1st Class, Ecuador               | Кавалер большого креста Орден Оранских-Нассау с мечами, Нидерланды                    | Order of Pao Ting (Precious Tripod) w/ Special Cravat, Китайская республика | Орден Почётного легиона, великий офицер (Франция).                                     |

## Наградная запись к медали Почёта
Президент Соединённых штатов берёт на себя удовольствие вручить медаль Почёта
Генерал-майору Александеру Вандегрифту
Корпус морской пехоты США
за службу, описанную в нижеследующей цитате:
За выдающееся выполнение служебного долга в рамках и за пределами чувства долга на посту командира 1-й дивизии морской пехоты в операциях против враждебных японских сил на Соломоновых островах в период с 7 августа по 9 декабря 1942. В неблагоприятных условиях погоды, рельефа местности и болезней что делало его задачу сложной и опасной, в то время как под его командой оказались морские, сухопутные и воздушные силы армии, флота и морской пехоты генерал-майор Вандегрифт добился заметного успеха командуя первоначальной высадкой сил США на Соломоновых островах и в их последующих действиях. Его стойкость, мужество и находчивость превзошли сильного, решительного и опытного противника. Бравый боевой дух людей, находившихся под его вдохновляющим командованием побудил их выстоять под воздушной, наземной и морской бомбардировкой, преодолевать все препятствия, обезглавить и разбить противника. Эта опасная но жизненно важная операция выполняемая с постоянным риском для жизни привела к захвату важной базы для последующих операций наших сил против неприятеля и её успешное выполнение принесло большую честь генерал-майору Вандегрифту, его командованию и военно-морской службе США.
/Подписано/Франклин Д. Рузвельт.
Оригинальный текст (англ.)
The President of the United States takes pleasure in presenting the MEDAL OF HONOR to
MAJOR GENERAL ALEXANDER VANDEGRIFT
UNITED STATES MARINE CORPS
for service as set forth in the following CITATION:
For outstanding and heroic accomplishment above and beyond the call of duty as commanding officer of the 1st Marine Division in operations against enemy Japanese forces in the Solomon Islands during the period August 7, to December 9, 1942. With the adverse factors of weather, terrain, and disease making his task a difficult and hazardous undertaking, and with his command eventually including sea, land, and air forces of Army, Navy and Marine Corps, Major General Vandegrift achieved marked success in commanding the initial landings of the United States forces in the Solomon Islands and in their subsequent occupation. His tenacity, courage, and resourcefulness prevailed against a strong, determined, and experienced enemy, and the gallant fighting spirit of the men under his inspiring leadership enabled them to withstand aerial, land, and sea bombardment, to surmount all obstacles, and leave a disorganized and ravaged enemy. This dangerous but vital mission, accomplished at the constant risk of his life, resulted in securing a valuable base for further operations of our forces against the enemy, and its successful completion reflects great credit upon Major General Vandegrift, his command, and the United States Naval Service.
/S/ FRANKLIN D. ROOSEVELT
— 